# Tteokbokki
Tteokbokki hay Ddeobokki là món bánh gạo cay truyền thống của Triều Tiên, ngoài ra còn là một món ăn nhanh bình dân thường bán ở các quầy hàng ven đường (pojangmacha). Nó có nguồn gốc từ món tteok jjim (떡찜), một món ăn cung đình làm từ bánh dày thái mỏng thêm thịt, trứng và gia vị rồi nướng lên. Tteokbokki được chế biến bằng cách đun tteok nướng, thịt, rau, trứng, và gia vị với nước, rồi rắc lên trên các hạt ginkgo và hạt dẻ giã nhỏ. Món gungjung tteokbokki thì nguyên là một món ăn cung đình và là một món xào, làm từ garaetteok (가래떡, tteok cắt thành thỏi) cùng với nhiều thành phần khác như thịt bò, giá đỗ, hành, nấm hương, cà rốt, hành tây, và dùng nước tương để điều vị.

## Lịch sử

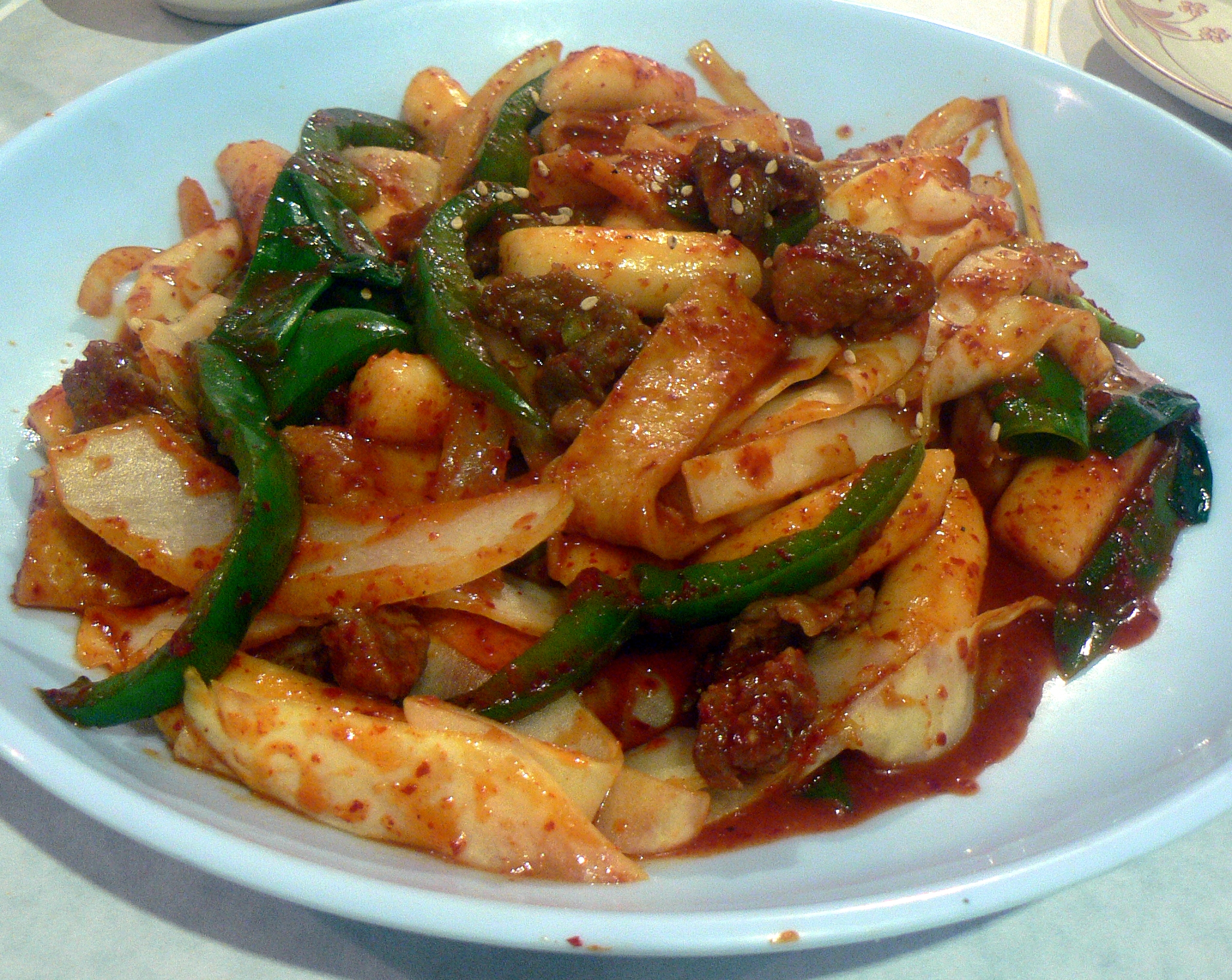
Tteokbokki thập cẩm

Ghi chép đầu tiên về tteok-bokki được xuất hiện trong Siuijeonseo, một cuốn sách dạy nấu ăn có từ thế kỷ 19, nơi món ăn được cho có tên gọi là steokbokgi. Cũng theo cuốn sách này, tteok-bokki được biết đến với nhiều tên gọi khác nhau, trong đó bao gồm tteokjjim (bánh gạo hấp), tteok-japchae (bánh gạo xào), và tteok-jeongol (lẩu bánh gạo). Ở trong cung đình, tteok-bokki được làm từ bánh gạo, thịt thăn, dầu mè, nước tương, hành lá, tai đá, hạt thông, và hạt mè nướng. Trong khi đó món tteok-bokki mặn, được làm từ nước tương trong ngôi nhà trưởng của gia tộc họ Yun, nơi sản xuất ra những loại nước tương có chất lượng cao, phiên bản này sử dụng thịt sườn bò là phổ biến. Tteok-bokki cũng đã xuất hiện trong ấn bản sửa đổi và mở rộng của quyển sách Joseon Yori Jebeop, nơi nó được mô tả như một món ăn mặn được làm từ nước tương.
Người Hàn Quốc tin rằng biến thể cay của tteok-bokki được làm bằng nước sốt gochujang xuất hiện lần đầu tiên vào những năm 1950. Khi Ma Bok Lim khai trương một nhà hàng Trung Quốc, cô ấy đã vô tình làm rơi bánh gạo vào nước sốt cay và ăn nó, và cảm thấy rằng nó rất ngon. Sau đó, cô bắt đầu bán nó ở Sindang và từ đó trở thành biến thể phổ biến nhất của tteok-bokki. Ngày nay, món tteok-bokki thường được mua và ăn điển hình tại các bunsikjip (quán ăn nhanh) và pojangmacha (quầy hàng đường phố) có màu đỏ và cay, trong khi phiên bản không cay làm từ nước tương được gọi là gungjung-tteok-bokki ("tteok-bokki triều đình"). Cơm tteok ngày càng trở nên phổ biến khi nền kinh tế Hàn Quốc bắt đầu phát triển, và các phiên bản khác nhau của món ăn này đã nở rộ kể từ đó. Vì nó đã từng là một món ăn của tầng lớp lao động, bánh tteok được làm bằng lúa mì thường được thay thế cho bánh tteok gạo.

## Các biến thể khác
Như các món ăn Hàn Quốc cực kì phổ biến khác, tteok-bokki cũng có rất nhiều biến thể và sự kết hợp đa dạng khác. Trứng luộc hay há cảo chiên áp chảo được thêm vào như một phương thức truyền thống của các biến thể này. Ngoài ra, hải sản, thịt sườn rim, mì ăn liền hay mì tươi cũng đôi lúc được thêm vào món bánh gạo này.

### Biến thể sử dụng các thành phần khác
Trong khi haemul-tteok-bokki ("tteok-bokki hải sản") sử dụng hải sản là thành phần phụ của nó, thì galbi-tteok-bokki ("tteok-bokki sườn bò") lại sử dụng sườn ngắn làm nguyên liệu phụ. Ngoài ra cũng có Ra-bokki ("mì ăn liền tteok-bokki") và jol-bokki  ("mì dai tteok-bokki") là những biến thể tương tự trong việc thêm mì vào món tteok-bokki. Trong khi Ra-bokki thêm mì ramen vào nguyên liệu thì jol-bokki thêm mì làm từ lúa mì jjolmyeon dai.

#### Jeukseok-tteok-bokki (lẩu tteok-bokki)
Loại tteok-bokki còn có một tên gọi khác là jeukseok-tteok-bokki ("tteok-bokki tại chỗ") và được đun trên bếp trên bàn trong bữa ăn. Một loạt các món bổ sung, chẳng hạn như rau, bánh bao, và mì ramen hoặc udon có sẵn tại các nhà hàng jeukseok-tteok-bokki. Thường thì jeukseok-tteok-bokki hay được dùng như một bữa ăn thay vì được dùng như một món ăn nhẹ, chính vì thế nó thường được kết hợp với bokkeum-bap (cơm chiên). Quán Ma Bok-rim Tteokbokki, nằm ở Sindang-dong, Seoul, là nguồn gốc của jeukseok tteok-bokki.

### Biến thể sử dụng thêm gia vị

#### Tteok-bokki được làm từ sốt Gochujang
Ở Hàn Quốc, món tteok-bokki cay là một trong những món ăn vặt phổ biến nhất trên đường phố. Tteok-bokki được làm theo kiểu súp hay khô thường rất được thưởng thức. Trên thực tế, món ăn này thường được xem là một món ăn tiêu chuẩn. Trong món lẩu tteok-bokki, dashi thường được sử dụng để mang lại hương vị thơm ngon. Bột ớt thường được thêm vào để tăng thêm sự cay nồng và tạo màu sắc, trong khi đó xi-rô gạo giúp tạo nên độ ngọt và độ đặc. Chả cá, trứng luộc và hành lá thái mỏng là những nguyên liệu bổ sung phổ biến cho món ăn. Trong tteok-bokki khô, hỗn hợp bột ớt Hàn Quốc, nước tương, đường hoặc xi-rô, và dầu mè thường thay thế cho tương ớt. Những miếng bánh tteok mềm được nêm nếm với hỗn hợp nước sốt, sau đó được xào sơ qua với một ít hành lá cắt nhỏ rồi cho ra đĩa. Chợ Tongin ở Jongno, Seoul nổi tiếng với món tteok-bokki này.
Ngoài ra còn có nhiều biến thể khác của gochujang tteok-bokki, chẳng hạn như phiên bản được nêm nếm với lá tía tô.

#### Gungjung-tteok-bokki
Có vị ngọt và mặn, món tteok-bokki này được làm từ nước tương nâu. Lịch sử của món ăn bắt nguồn từ một món ăn trong cung đình xuất hiện trước khi ớt được du nhập vào bán đảo Triều Tiên vào giữa thời đại Joseon (thế kỷ 17 & 18). Ghi chép sớm nhất về món ăn này được tìm thấy trong một cuốn sách dạy  ăn những năm 1800 có tên là Siuijeonseo. Có hương vị tương tự như japchae, món ăn được các hoàng thân thưởng thức như một món dùng chung với cơm và cũng như là một món ăn nhẹ. Mặc dù tteok-bokki truyền thống được làm bằng nước tương, một loại nước tương truyền thống duy nhất vào thời điểm đó ở Hàn Quốc thời tiền hiện đại, nhưng trong thời hiện đại đã xuất hiện thêm món ăn này với loại nước tương ngọt hơn thông thường. Các thành phần truyền thống khác như thịt thăn hoặc sườn ngắn, dầu mè, hành lá, tai đá, hạt thông, hạt mè nướng và nướng vẫn thường được sử dụng trong món gungjung-tteok-bokki hiện đại. Các thành phần khác như giá đỗ xanh, cà rốt, hành tây, bí ngòi Hàn Quốc khô, tỏi và nấm đông cô cũng rất phổ biến. Món ăn thường được trang trí bằng trứng luộc cắt lát.

#### Gireum tteok-bokki và Gyeran tteok-bokki
Gireum tteok-bokki ("tteok-bokki dầu") là một loại tteok-bokki được xào trong dầu và ăn kèm với ít hoặc không có nước sốt. Món ăn này phổ biến nhất ở Chợ Tongin của Seoul, nơi du khách có thể mua đồng xu từ những người bán hàng, những đồng xu có thể được sử dụng để mua thực phẩm từ nhiều nhà cung cấp khác nhau xung quanh chợ.
Gyeran tteok-bokki ("tteok-bokki trứng") là một biến thể khác không có nước sốt. Chỉ có tteok (bánh gạo), trứng, rau và gia vị (chủ yếu là muối) được sử dụng. Nó khác với gireum tteok-bokki ở chỗ gireum tteok-bokki cay còn gyeran tteok-bokki không.

#### Những biến thể khác
Súp tteok-bokki không dùng nước tương hay gochujang cũng khá phổ biến. Có một số biến thể nổi tiếng.
Tteok-bokki cà ri sử dụng cà ri màu vàng kiểu Hàn Quốc. Món ăn này sử dụng bột cà ri bao gồm nghệ, làm cho nó trở thành một biến thể lành mạnh hơn.
Sốt kem tteok-bokki có phần đế được lấy cảm hứng từ carbonara của nước Ý. Sốt kem và thịt xông khói được dùng thay cho gochujang và bánh cá.
Tteok-bokki hoa hồng, đặt tên theo mì ống tôm hoa hồng cũng là một biến thể. Đối với món tteok-bokki này, nước sốt kem được thêm vào món tteok-bokki.
Jajang-tteok-bokki có nước sốt dựa trên jajang (tương đậu ngọt).
Tteok-bokki phô mai là biến thể trong đó tteok-bokki được phủ lên trên hoặc nhồi với pho mát. Nó được bán trong các quán ăn nhanh và cũng có thể dễ dàng làm tại nhà. Tùy thuộc vào sở thích của mỗi cá nhân, nó có thể được ăn với các gia vị khác như bột trà xanh, bột thảo mộc, mè, hoặc mùi tây.